# Kristof Goddaert
Kristof Goddaert (Sint-Niklaas, 21 novembre 1986 – Anversa, 18 febbraio 2014) è stato un ciclista su strada belga.

## Biografia
È morto durante un allenamento il 18 febbraio 2014, dopo essere stato investito da un autobus.

## Palmarès

### Strada
- 2004 (Juniores)

4ª tappa Acht van Bladel (Bladel, cronometro)
- 2006 (Diametal-Colnago, una vittoria)

Hasselt-Spa-Hasselt
- 2007 (Davitamon-Win for Life-Jong Vlaanderen, una vittoria)

3ª tappa Ronde van de Provincie Antwerpen (Vorselaar > Vorselaar)
- 2008 (Topsport Vlaanderen, una vittoria)

Grote Prijs Stad Sint-Niklaas
- 2010 (AG2R La Mondiale, una vittoria)

3ª tappa Tour de Wallonie (Andenne > Hotton)

## Piazzamenti

### Classiche monumento
- Milano-Sanremo

2012: 146º
- Giro delle Fiandre

2009: 46º
2010: ritirato
2011: 47º
2012: 61º
2013: 61º
- Parigi-Roubaix

2008: 59º
2009: ritirato
2010: ritirato
2011: 35º
2012: fuori tempo massimo
2013: ritirato